# Powiat Kimotsuki
Powiat Kimotsuki (jap. 肝属郡 Kimotsuki-gun) – powiat w Japonii, w prefekturze Kagoshima. W 2020 roku liczył 34 450 mieszkańców.

## Miejscowości
- Higashikushira
- Kimotsuki
- Kinkō
- Minamiōsumi

## Historia[2]

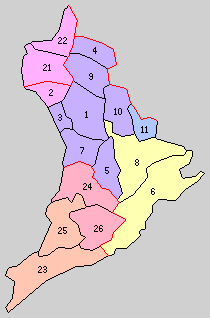
Powiat Kimotsuki w 1889 r.

- Powiat został założony 17 lutego 1879 roku. Wraz z utworzeniem nowego systemu administracyjnego 1 kwietnia 1889 roku powiat Kimotsuki został podzielony na 11 wiosek[3].
- 1 kwietnia 1897 – powiat połączył się z powiatem Minamiōsumi. (17 wiosek)
- 31 grudnia 1912 – wioska Kanoya zdobyła status miejscowości. (1 miejscowość, 16 wiosek)
- 1 grudnia 1924 – wioska Tarumizu zdobyła status miejscowości. (2 miejscowości, 15 wiosek)
- 1 kwietnia 1932 – wioska Kōyama zdobyła status miejscowości. (3 miejscowości, 14 wiosek)
- 15 maja 1932 – wioska Nishikushira zdobyła status miejscowości i zmieniła nazwę na Kushira. (4 miejscowości, 13 wiosek)
- 1 października 1932: (6 miejscowości, 11 wiosek)
  - wioska Higashikushira zdobyła status miejscowości.
  - wioska Uchinoura zdobyła status miejscowości.
- 1 sierpnia 1933 – wioska Ōnejime zdobyła status miejscowości. (7 miejscowości, 10 wiosek)
- 1 stycznia 1941 – wioska Konejime zdobyła status miejscowości i zmieniła nazwę na Nejime. (8 miejscowości, 9 wiosek)
- 27 maja 1941 – miejscowość Kanoya połączyła się z wioskami Ōaira i Hanaoka i zdobyła status miasta. (7 miejscowości, 7 wiosek)
- 5 września 1947 – wioska Sata zdobyła status miejscowości. (8 miejscowości, 6 wiosek)
- 15 października 1947 – wioska Aira (姶良村) zdobyła status miejscowości i zmieniła nazwę na Aira (吾平町). (9 miejscowości, 5 wiosek)
- 10 stycznia 1955 – miejscowość Tarumizu powiększyła się o teren wiosek Ushine i Shinjō. (9 miejscowości, 3 wioski)
- 20 stycznia 1955 – wioska Takakuma została włączona w teren miasta Kanoya. (9 miejscowości, 2 wioski)
- 1 kwietnia 1956 – w wyniku połączenia wioski 百引村 i wioski 市成村 z powiatu Soo powstała miejscowość Kihoku (w powiecie Soo). (9 miejscowości, 1 wioska)
- 1 października 1958 – miejscowość Tarumizu zdobyła status miasta. (8 miejscowości, 1 wioska)
- 1 kwietnia 1961 – wioska Tashiro zdobyła status miejscowości. (9 miejscowości)
- 22 marca 2005 – w wyniku połączenia miejscowości Ōnejime i Tashiro powstała miejscowość Kinkō. (8 miejscowości)
- 31 marca 2005 – w wyniku połączenia miejscowości Nejime i Sata powstała miejscowość Minamiōsumi. (7 miejscowości)
- 1 lipca 2005 – w wyniku połączenia miejscowości Kōyama i Uchinoura powstała miejscowość Kimotsuki. (6 miejscowości)
- 1 stycznia 2006 – miejscowości Aira, Kushira oraz Kihoku z powiatu Soo zostały włączone w teren miasta Kanoya. (4 miejscowości)